# Austropurcellia tholei
Espèce
Austropurcellia tholei est une espèce d'opilions cyphophthalmes de la famille des Pettalidae.

## Distribution
Cette espèce est endémique du Queensland en Australie. Elle se rencontre sur le plateau d'Atherton dans le parc national Wooroonooran, le parc national des lacs Crater et dans la forêt d'État de Danville.

## Description
Le mâle holotype mesure 1,8 mm.

## Étymologie
Cette espèce est nommée en l'honneur de Jeff Thole.

## Publication originale
- Boyer, Baker, Popkin-Hall, Laukó, Wiesner & Quay, 2015 : « Phylogeny and biogeography of the mite harvestmen (Arachnida : Opiliones : Cyphophthalmi) of Queensland, Australia, with a description of six new species from the rainforests of the Wet Tropics. » Invertebrate Systematics, vol. 29, no 1, p. 37–70.